# 山西惇
山西 惇（やまにし あつし、1962年12月12日 - ）は、日本の俳優・声優。本名：畑中 敦史。
リコモーション所属。身長170cm、体重67kg。血液型はB型。京都府京都市出身。

## 略歴
京都聖母学院小学校、東大寺学園中学校・高等学校を経て、1981年に京都大学工学部石油化学科に入学。1回生の時より京大の学生劇団を母体とする劇団そとばこまちに所属する。
1986年に京都大学を卒業後、教授の推薦により関西の石油化学メーカーに就職。研究職として勤務するかたわらで、2年目から「趣味の延長」として週末や終業後を利用して「そとばこまち」に再び参加、役者と演出を務める。4代目座長の生瀬勝久のもと初の東京進出となる1992年2月の舞台『冬の絵空』（本多劇場）で演出を手がけるが、上演期間と勤務先のハワイ研修の日程が重なったことで、「食うくらいなら、なんとかなるで」との生瀬の言葉にも背中を押されて退職を決意、芝居に専念することとなる。以降、2歳年上の生瀬と共に二人三脚で数々の舞台作品を作り上げ、2001年に揃って退団する。
以降、演技派俳優として舞台やテレビドラマ、映画などで活躍し、テレビドラマ『相棒』（テレビ朝日系）では約20年にわたりパンダのコーヒーカップを片手に水谷豊演じる特命係・杉下右京のもとを訪れて「暇か?」と声をかける課長・角田六郎役を演じ続けている。
2001年に、近藤芳正が中心に旗揚げした「劇団ダンダンブエノ」の全公演に酒井敏也ともに出演しており、2006年の公演では演出も手がけた。
京都大学卒という経歴を買われ、ドラマだけでなく『クイズプレゼンバラエティー Qさま!!』などのバラエティのクイズ番組にも出演している。
2020年2月、「イーハトーボの劇列車」「木の上の軍隊」で第27回読売演劇大賞優秀男優賞を受賞。
2024年2月、「エンジェルス・イン・アメリカ」「闇に咲く花」で第31回読売演劇大賞最優秀男優賞、芸術選奨文部科学大臣賞受賞。

## 人物
芸名の山西惇は、舞台に立つ際に本名「畑中」のままでは「恥ずかしい」からと、東大寺学園高校時代に周囲から顔が似ていると言われていた軽音楽部の2年先輩から「山西」姓を無断で借用して名付けた。
2009年に19歳年下の女性と結婚。一男三女の父。趣味は料理で、子供のためにもやし入りのお好み焼きを振舞う。
衆議院議員の前原誠司は中学・高校時に塾の同級生だった。

## 受賞歴
2024年
- 第31回読売演劇大賞 最優秀男優賞（『エンジェルス・イン・アメリカ』『闇に咲く花』）
- 第74回芸術選奨 演劇部門 大臣賞（エンジェルス・イン・アメリカ』『闇に咲く花』）

## 出演

### 舞台
- 七人ぐらいの兵士（2000年）
- 犯さん哉（2007年）
- ワルシャワの鼻（2010年）
- cube presents W 〜ダブル（2010年8月）
- アンナ・カレーニナ（2010年 - 2011年）
- 新国立劇場 「雨」（2011年）
- cube presents 「奥様お尻をどうぞ」（2011年）
- PRESS 〜プレス〜（2012年2月 - 3月）
- NYLON100℃ 38th SESSION「百年の秘密」（2012年）
- 劇団500歳の会旗揚げ公演「いつか見た男達〜ジェネシス〜」（2012年7月 - 8月）
- 祈りと怪物〜ウィルヴィルの三姉妹〜【KERAバージョン】（2012年 - 2013年）
- こまつ座&ホリプロ公演「木の上の軍隊」（2013年・2016年） - 上官[20]
- 象（2013年）
- マニラ瑞穂記(2014年4月）新国立劇場
- てんぷくトリオのコント～井上ひさしの笑いの原点～（2014年6 - 7月）池袋・あうるすぽっと - 井上ひさし
- こまつ座&世田谷パブリックシアター公演「藪原検校」（2015年）
- スコット&ゼルダ（2015年10月 - 11月）
- イニシュマン島のビリー（2016年3月） - ジョニーパティーンマイク[21]
- cube presents「ヒトラー、最後の20000年〜ほとんど、何もない〜」（2016年）[22]
- 城塞（2017年4月）新国立劇場
- 相対的浮世絵（2019年） - 野村淳[23]
- こまつ座「日本人のへそ」（2021年）
- 世界は笑う（2022年）[24]
- エンジェルス・イン・アメリカ（2023年）- ロイ・コーン[25]
- 斑鳩の王子 -戯史 聖徳太子伝-（2024年）[26]
- ナイロン100℃「江戸時代の思い出」（2024年）[27]
- リーディングアクト「一富士茄子牛焦げルギー」2024年上演版（2024年） - おとん[28]
- ウェイトレス』（2025年）- ジョー[29]
- らんぶる第1回公演「晩節荒らし」（2025年）[30]
- KAAT神奈川芸術劇場プロデュース「最後のドン・キホーテ THE LAST REMAKE of Don Quixote」（2025年公演予定）[31]
- 大地の子（2026年2月公演予定） - 陸徳志[32]

### テレビドラマ
- あすなろ白書（1993年、フジテレビ）
- 大河ドラマ
  - 花の乱（1994年、NHK）
  - 秀吉（1996年、NHK）- 土御門有宣
  - 徳川慶喜（1998年、NHK）- 滝川具挙
  - 利家とまつ〜加賀百万石物語〜（2002年、NHK）- 前田安勝
  - 真田丸（2016年、NHK）- 板部岡江雪斎[33]
- 君といた夏 第2話（1994年7月11日、フジテレビ）
- ドラマ新銀河 ワイン殺人事件25歳の夏（1995年10月 - 11月、NHK）
- 連続テレビ小説(NHK)
  - 甘辛しゃん（1997年 - 1998年）- 門田
  - あすか（1999年 - 2000年）- 越坂部
  - わかば（2004年 - 2005年）- 山岡鉄男
  - まんぷく（2018年 - 2019年） - 織田島健三[34]
- 神様、もう少しだけ（1998年、フジテレビ）
- 天国に一番近い男MONOカンパニー編 第10話（1999年3月12日、TBS）- 斉木勤
- コワイ童話「不思議の国のアリス」（1999年6月-7月、TBS]）- 卯月
- 火曜サスペンス劇場 小京都ミステリー26・豊後一子相伝殺人事件（1999年8月31日、日本テレビ）- 斎藤刑事
- 隣人は秘かに笑う（1999年、日本テレビ）
- 松本清張特別企画・顔（1999年、TBS）
- 舞妓さんは名探偵!（1999年、テレビ朝日）- 橋口大吾
- 池袋ウエストゲートパーク ニンジンの回（2000年4月21日、TBS）- スーさん
- 太陽は沈まない（2000年、フジテレビ）- 第一発見者・田所幸治
- ブラック・ジャック（本木版TVドラマ）第2話（2000年、TBS）- 弁護士
- 鬼平犯科帳 第9シリーズ 第4話「一本饂飩」（2001年、フジテレビ）- 与市 役
- 伊藤潤二 恐怖collection（2000年）- 体育教師 役
- 相棒シリーズ（テレビ朝日）- 角田六郎
  - pre season 第2話 -（2001年1月27日・11月10日）
  - season1（2002年10月9日 - 12月25日）
  - season2（2003年10月8日 - 2004年3月17日）
  - season3（2004年10月13日 - 2005年3月23日）
  - season4（2005年10月12日 - 2006年3月15日）
  - season5（2006年10月11日 - 2007年3月14日）
  - season6（2007年10月24日 - 2008年3月19日）
  - season7（2008年10月22日 - 2009年3月18日）
  - season8（2009年10月14日 - 2010年3月10日）
  - season9（2010年10月20日 - 2011年3月9日）
  - season10（2011年10月19日 - 2012年3月21日）
  - season11（2012年10月10日 - 2013年3月20日）
  - season12（2013年10月16日 - 2014年3月19日）
  - season13（2014年10月15日 - 2015年3月18日）
  - season14（2015年10月14日 - 2016年3月16日）
  - season15（2016年10月12日 - 2017年3月22日）
  - season16（2017年10月18日 - 2018年3月14日）
  - season17（2018年10月17日 - 2019年3月20日）
  - season18（2019年10月9日 - 2020年3月18日）
  - season19（2020年10月14日 - 2021年3月17日）
  - season20（2021年10月13日 - 2022年3月23日）
  - season21（2022年10月12日 - 2023年3月15日）
  - season22（2023年10月18日 - 2024年3月13日）[35][36]
- オヤジ探偵シリーズ（2001年、2002年、テレビ朝日）- 六角一二三 役
- 木更津キャッツアイ 第4話（2002年、TBS）- MC兼審査員
- Dr.コトー診療所（2003年、フジテレビ）- 元木渡 役
- 京都金沢殺人事件シリーズ（2004年 - 2005年、日本テレビ）- 根岸刑事
- よるドラ ちょっと待って、神様（2004年、NHK）
- こちら本池上署第3シリーズ第6回（2004年、TBS）- 山村研一郎
- 冬の運動会（2005年、日本テレビ）
- 火垂るの墓-ほたるのはか-（2005年、日本テレビ）
- 土曜ドラマ
  - ジャッジ 〜島の裁判官奮闘記〜 第一話（2007年、NHK）- 大阪地裁・裁判長
  - 土曜ドラマ 再生の町（2009年8月、NHK）
  - 土曜ドラマ ちゃんぽん食べたか（2015年6月 - 7月、NHK）- 木戸光照
- 土曜時代劇 (NHK)
  - 陽炎の辻〜居眠り磐音 江戸双紙〜2（2008年9月 - 11月）
  - 陽炎の辻〜居眠り磐音 江戸双紙〜3（2009年4月 - 8月）
- ガリレオΦ（2008年10月4日、フジテレビ）
- 月曜ゴールデン 警視庁三係・吉敷竹史の殺人捜査シリーズ4・幽体離脱殺人事件（2008年10月6日、TBS）
- ネオコラ!〜東京環境会議〜（2008年10月13日、フジテレビ）
- 探偵Xからの挑戦状!（2009年、NHK）
- 子育てプレイ（2009年、MBS）- ベビーシッター石垣
- 特命係長 只野仁 4thシーズン 第5話 (#36)（2009年2月12日、テレビ朝日）[37]
- 松本清張ドラマスペシャル・霧の旗（2010年3月16日、日本テレビ）- 山上武雄
- 開局50周年記念ドラマ・わが家の歴史（2010年4月10日、フジテレビ）- 警察予備隊の隊長
- 怪奇恋愛作戦（2015年、テレビ東京）- 眠山
- 心がポキッとね（2015年、フジテレビ）- 白神
- ドラマ10 水族館ガール（2016年6月 - 9月、NHK）
- 下北沢ダイハード 第4話（2017年8月12日、テレビ東京）- 原田利夫[38]
- 正月時代劇 風雲児たち〜蘭学革命（れぼりゅうし）篇〜（2018年1月1日、NHK） - 多紀元徳[39]
- コンフィデンスマンJP 第1話（2018年4月9日、フジテレビ）- 石崎社長[40]
- 悪魔が来りて笛を吹く（2018年7月28日、NHK）- 目賀重亮[41]
- 半沢直樹 第4-5話（2020年、TBS）- 永田宏
- しかたなかったと言うてはいかんのです（2021年8月13日、NHK総合）- 進藤直満[42]
- 99.9-刑事専門弁護士- 完全新作SP新たな出会い篇（2021年12月29日、TBS）- 円谷耕三
- 妻、小学生になる。 第3話（2022年2月4日、TBS）- 愛川健一
- 金田一少年の事件簿 第6話・第7話（2022年6月5日・12日、日本テレビ） - 大村紺[43]
- 新しい怖い『仏像触りたい』（2024年3月26日、日テレプラス）- 高僧 役
- 花咲舞が黙ってない 第3シリーズ 第4話（2024年5月4日、日本テレビ） - 助川信次[44]
- 藤子・F・不二雄 SF短編ドラマ シーズン2「いけにえ」（2024年5月26日、NHK BS）[45] - 政府の男
- クラスメイトの女子、全員好きでした 第6話（2024年8月15日、読売テレビ・日本テレビ系） - 大田原漸[46]
- 大川と小川の休日捜査（2024年9月30日、テレビ東京）- 丸山栄一[47]
- あきない世傳 金と銀2（2025年4月6日 - 5月25日、NHK BS・NHK BSプレミアム4K）[48][49]

### 映画
- 不夜城 SLEEPLESS TOWN（1998年）
- 難波金融伝ミナミの帝王スペシャルVer.50劇場版「金貸しの掟」（2004年）
- グミ・チョコレート・パイン （2007年）
- 相棒 - 角田六郎
  - 相棒 -劇場版- 絶体絶命! 42.195km 東京ビッグシティマラソン（2008年）
  - 相棒シリーズ 鑑識・米沢守の事件簿（2009年）
  - 相棒 -劇場版II- 警視庁占拠! 特命係の一番長い夜（2010年）
  - 相棒シリーズ X DAY（2013年）
  - 相棒 -劇場版III- 巨大密室! 特命係 絶海の孤島へ（2014年）
  - 相棒 -劇場版IV- 首都クライシス 人質は50万人! 特命係 最後の決断（2017年）
- サラリーマンNEO 劇場版(笑)（2011年）
- 薔薇色のブー子（2014年）- ラーメン屋店主/雀田組若頭
- イニシエーション・ラブ（2015年）- 桑島課長
- Dr.コトー診療所（2022年、東宝）- 元木渡
- シサㇺ（2024年）- 伊助[50]
- 木の上の軍隊（2025年） - 宮城[51]

### 配信ドラマ
- 相棒 - 角田六郎 
  - 裏相棒2（2009年3月18日 - 4月8日）
  - 相棒 -劇場版III- 序章（2014年3月29日 - 4月19日、dビデオ）
  - 相棒 sideA /sideB（2024年3月20日）[52]
  - 相棒 sideX（2024年10月16日）[53]

### 劇場アニメ
- 漁港の肉子ちゃん（2021年）[54]

### ゲーム
- 餓狼伝説シリーズ - ビリー・カーン
  - リアルバウト餓狼伝説（1995年12月21日）
  - リアルバウト餓狼伝説スペシャル（1997年1月28日）
  - リアルバウト餓狼伝説2 THE NEWCOMERS（1998年3月20日）
  - 餓狼伝説 WILD AMBITION（1999年1月28日）
- ザ・キング・オブ・ファイターズシリーズ - ビリー・カーン
  - THE KING OF FIGHTERS '97（1997年7月28日）
  - THE KING OF FIGHTERS '98（1998年7月23日）
  - ザ・キング・オブ・ファイターズ 京（1998年8月27日）
  - THE KING OF FIGHTERS 2000（2000年7月26日）
  - THE KING OF FIGHTERS 2002（2002年10月10日）
  - KOF MAXIMUM IMPACT REGULATION "A"（2007年7月14日）
- サムライスピリッツシリーズ - 風間火月
  - サムライスピリッツ 天草降臨（1996年）
  - SAMURAI SPIRITS 〜侍魂〜（1997年）
  - SAMURAI SPIRITS 2 〜アスラ斬魔伝〜（1998年）
  - サムライスピリッツ零（2003年）
  - サムライスピリッツ零 SPECIAL（2004年）
- 武力 〜BURIKI ONE〜（1999年5月21日）- パヤック・シピタック
- BLOOD+ ONE NIGHT KISS（2006年8月31日）- 野田長男
- 相棒DS（2009年3月5日）- 角田六郎

### CD
- しにものぐるいとして「八十峠」（2009年9月16日）

### ラジオ
- MBSヤングタウン水曜（MBSラジオ）

### バラエティ
- おもしろサンデー（読売テレビ）
- 怒涛のくるくるシアター（読売テレビ）
- ムイミダス（読売テレビ）
- TV's HIGH（フジテレビ）
- ディープ・キッチュ(関西テレビ)
- サラリーマンNEO（NHK総合テレビ）
- メントレ（フジテレビ）※ナビゲーター「HIROSHI」
- ホレゆけ!スタア☆大作戦
  - ホレゆけ!スタア☆大作戦 〜まりもみ危機一髪!〜
  - ホレゆけ!スタア☆大作戦 〜まりもみ一触即発!〜
- お願い!ランキング（グッズ課長・角田六郎）
  - お願い!ランキング GOLD（2011年7月2日、以前放送した「グッズ課長・角田六郎」ものを起用）
- 超タイムショック芸能人最強クイズ王決定戦15（テレビ朝日）※準優勝
- ネプリーグ（フジテレビ）

1. 2012年4月30日 ネプチューンチーム　2枠
2. 2013年11月11日 インテリチーム
3. 2015年4月13日　個性派俳優チーム
4. 2016年2月1日 国立大チーム
5. 2月22日　東大・京大チーム
6. 2017年6月5日 京大チーム

- コントの劇場 〜The Actors' Comedy〜（NHKBSプレミアム）
- 世界の村で発見!こんなところに日本人（2014年8月8日、朝日放送）
- THE 博学（2015年1月3日、テレビ朝日）※第2代「THE博学」の称号を獲得
- くりぃむクイズ ミラクル9（テレビ朝日）※不定期出演
- 今夜はナゾトレ（フジテレビ）不定期出演
- チコちゃんに叱られる!（NHK総合）※イメージVTRに多く出演
- あなたの知らない京都旅 ～1200年の物語～（BS朝日）- 旅人
  - 2024年11月7日 - #79「クイズで訪ねる京都」
  - 2025年4月3日 - #97「クイズで訪ねる京都〜伏見稲荷大社・二条城・南禅寺〜」
  - 2025年5月22日 - #104「クイズで訪ねる京都〜3人の天下人 信長・秀吉・家康〜」
  - 2025年8月7日 - #114「クイズで楽しむ都の三大祭 ～祇園祭・時代祭・葵祭～」
  - 2025年8月21日 - #116「クイズで訪ねる京都スペシャル」

### CM
- ラウンドワン
- 大阪ガス（ラジオCM）

### その他
- 元気のヒミツ 愛娘とすごす休日 山西惇（2011年9月24日、朝日新聞「be (朝日新聞) on Saturday」赤e5面、インタビュー）